# Gardner Williams
Gardner Boyd Williams (Jamaica Plain, 16 aprile 1877 – San Diego, 14 dicembre 1933) è stato un nuotatore statunitense.

## Biografia
Nato nel Massachusetts, partecipò alle gare di nuoto delle prime Olimpiadi moderne ad Atene nel 1896, gareggiando nei 100m e nei 1200m stile libero. Il suo tempo e il suo risultato sono sconosciuti, ma sicuramente non arrivò nei primi due gradini del podio nei 100m, né tra i primi tre nuotatori nei 1200m stile libero.